# A noite (álbum de José Mário Branco)
A noite é um álbum de originais de José Mário Branco, publicado em 1985 pela UPAV, editora de música fundada pelo próprio. 

## História
O álbum foi gravado no Angel Studio em Lisboa, de 8 a 22 de Abril de 1985, e teve produção artística de José Mário Branco, Manuela de Freitas, José Manuel Fortes e Trindade Santos.
A faixa “A noite” ocupa todo o lado B do LP e divide-se em nove partes, apresentando os poemas “Tentanda via I”, “Tentanda via II” e “Tentanda via III” do livro Odes Modernas de Antero de Quental. Os arranjos musicais são de José Mário Branco, bem como a letra das partes “A noite (1ª parte)”, “A noite (2ª parte)” e “A noite (3ª parte)”.

## Alinhamento
Este álbum tem o seguinte alinhamento:
Lado A
| N.º            | Título                 | Compositor(es)    | Letra                              | Duração  |  |
| 1.             | "Cá vai Caneças"       | José Mário Branco | José Mário Branco                  | 3:52     |  |
| 2.             | "Tiro-no-liro"         | José Mário Branco | José Mário Branco                  | 3:25     |  |
| 3.             | "Arrocachula"          | José Mário Branco | Luís de Camões e José Mário Branco | 6:40     |  |
| 4.             | "Elogio da corporação" | José Mário Branco | José Mário Branco                  | 4:26     |  |
| 5.             | "Camões e a tença"     | José Mário Branco | Sophia de Mello Breyner Andresen   | 4:28     |  |
| Duração total: | Duração total:         | Duração total:    | Duração total:                     | 00:15:31 |  |

Lado B
| N.º | Título | Compositor(es)    | Letra                                 | Duração |  |
| 1.  | "A noite: Tentanda via (1.ª parte), A noite (1.ª parte), Tentanda via (2.ª parte), A noite (2.ª parte), Tentanda via (3.ª parte), A noite (3.ª parte), Tentanda via (4.ª parte), Cantiga do leite, Alvorada" | José Mário Branco | Antero de Quental e José Mário Branco | 28:23   |  |